# Klinisk psykologi
Klinisk psykologi er den del af anvendt psykologi, der handler om diagnosticering og behandling af psykiske problemer, der skyldes almindelig stress og krise eller alvorlige psykiske lidelser. Klinisk psykologi omfatter også studier af årsagerne til psykiske problemer.